# أوهان
أَوْهَان أو أُنَاؤُ مدينة هندية تقع شمال الهند، وهي عاصمة مقاطعة أوهان التابعة لولاية أتر برديش.

## المناخ
يظهر الجدول التالي التغييرات المناخية على مدار السنة لأوهان:
| البيانات المناخية لـأوهان         | البيانات المناخية لـأوهان | البيانات المناخية لـأوهان | البيانات المناخية لـأوهان | البيانات المناخية لـأوهان | البيانات المناخية لـأوهان | البيانات المناخية لـأوهان | البيانات المناخية لـأوهان | البيانات المناخية لـأوهان | البيانات المناخية لـأوهان | البيانات المناخية لـأوهان | البيانات المناخية لـأوهان | البيانات المناخية لـأوهان | البيانات المناخية لـأوهان |
| الشهر                             | يناير                     | فبراير                    | مارس                      | أبريل                     | مايو                      | يونيو                     | يوليو                     | أغسطس                     | سبتمبر                    | أكتوبر                    | نوفمبر                    | ديسمبر                    | المعدل السنوي             |
| --------------------------------- | ------------------------- | ------------------------- | ------------------------- | ------------------------- | ------------------------- | ------------------------- | ------------------------- | ------------------------- | ------------------------- | ------------------------- | ------------------------- | ------------------------- | ------------------------- |
| الدرجة القصوى °م (°ف)             | 28 (82)                   | 32 (90)                   | 40 (104)                  | 44 (111)                  | 46 (115)                  | 48 (118)                  | 41 (106)                  | 38 (100)                  | 38 (100)                  | 36 (97)                   | 32 (90)                   | 28 (82)                   | 48 (118)                  |
| متوسط درجة الحرارة الكبرى °م (°ف) | 18 (64)                   | 24 (75)                   | 29 (84)                   | 35 (95)                   | 40 (104)                  | 41 (106)                  | 35 (95)                   | 34 (93)                   | 32 (90)                   | 30 (86)                   | 25 (77)                   | 20 (68)                   | 33 (91)                   |
| متوسط درجة الحرارة الصغرى °م (°ف) | 6 (43)                    | 12 (54)                   | 14 (57)                   | 20 (68)                   | 22 (72)                   | 25 (77)                   | 26 (79)                   | 23 (73)                   | 22 (72)                   | 16 (61)                   | 12 (54)                   | 7 (45)                    | 15 (59)                   |
| أدنى درجة حرارة °م (°ف)           | −3 (27)                   | 6 (43)                    | 7 (45)                    | 15 (59)                   | 17 (63)                   | 20 (68)                   | 21 (70)                   | 18 (64)                   | 19 (66)                   | 15 (59)                   | 9 (48)                    | 0 (32)                    | −3 (27)                   |
| الهطول مم (إنش)                   | 23 (0.9)                  | 16 (0.6)                  | 9 (0.4)                   | 5 (0.2)                   | 6 (0.2)                   | 68 (2.7)                  | 208 (8.2)                 | 286 (11.3)                | 202 (8.0)                 | 43 (1.7)                  | 7 (0.3)                   | 8 (0.3)                   | 881 (34.7)                |
| المصدر:                           |                           |                           |                           |                           |                           |                           |                           |                           |                           |                           |                           |                           |                           |

## أعلام
- جاي براكاش